# Давыд (черниговский князь, XIII век)
Давыд (Владимирович? XIII век) — упомянутый на поз. 33 Любецкого синодика князь из чернигово-северских Ольговичей. В зависимости от своего происхождения мог быть князем вщижским или путивльским. В летописях не упоминается.

## Происхождение и возможное потомство
Согласно традиционной версии, делящей всех упомянутых  без отчеств на поз.32—41 Любецкого синодика князей на сыновей Владимира Святославича вщижского (ум.1201) и Глеба Святославича черниговского (ум. 1216/19), погибших во время монгольского нашествия (1238—39) — Давыд был сыном Владимира Святославича вщижского (вторым или третьим).
По другой версии, Давыд был одним из сыновей Владимира Игоревича северского.
Примечательно, что сыном Владимира Игоревича мог быть по крайней мере самый старший из Владимировичей, упомянутый на поз.26 Любецкого синодика — Филипп (в этом случае его княжеское имя — Изяслав).

### Генеалогическое древо (предположительно)
- Олег Святославич (1115)
  - Всеволод Ольгович (1146)
    - Святослав Всеволодович (1194)
      - Владимир Святославич (1201)
        - Филипп Владимирович
        - Борис
        - Давыд
        - Андрей
        - Дмитрий-Святослав?

  - Святослав Ольгович (1164)
    - Игорь Святославич (1201)
      - Владимир Игоревич
        - Изяслав/Филипп Владимирович

## См.также
- Толкования Любецкого синодика
- Новгород-северские князья после 1198 года